# Alibak Josefsen
Albrecht „Alibak“ Jens Peter Jakob Josefsen (* 29. Oktober 1925 in Maniitsoq; † März 1987 ebenda) war ein grönländischer Fischer und Landesrat.

## Leben
Alibak Josefsen war der Sohn des Jägers Albrekt Ole Jens Josefsen (1902–1925) und seiner Frau Marta Karoline Bilha Heilmann (1901–?). Er war ein Großneffe des gleichnamigen Landesrats Albrecht Josefsen (1857–1921).
Er gründete 1949 die Fischer- und Jägervereinigung in Maniitsoq mit. 1953 wurde erstmals landesweit ein solcher Verband gegründet, KNAPK, wo Alibak Josefsen von Anfang an engagiert war. Als 1959 Carl Egede beim Untergang der Hans Hedtoft ums Leben kam, ersetzte Alibak ihn als Vorsitzenden von KNAPK, was er für zwei Jahre blieb, ehe Mikael Heilmann sein Nachfolger wurde.
Ebenfalls 1959 wurde er erstmals in den Rat der Gemeinde Maniitsoq gewählt. Dort blieb er eine Legislaturperiode bis 1963, als er erstmals in den grönländischen Landesrat gewählt wurde. Er blieb für drei Legislaturperioden bis 1975 Mitglied im Landesrat, ehe er in die Kommunalpolitik zurückkehrte, wieder in den Rat der Gemeinde Maniitsoq und sogleich auch zum Bürgermeister gewählt wurde. 1979 wurde er erneut in den Gemeinderat gewählt, musste den Bürgermeistersitz aber abgeben. Er blieb bis zu seinem Tod im Alter von 61 Jahren Gemeinderatsmitglied. Er war Ritter des Dannebrogordens.